# San Miguel Corporation
San Miguel Corporation (SMC) er et filippinsk multinationalt konglomerat med hovedkvarter i Manila. Virksomheden blev etableret som et bryggeri i 1890. I dag er det vokset til en koncern med 45.500 ansatte. SMC driver virksomhed indenfor mad- og drikkevarer, finansiering, infrastruktur, energi, transport, industri og fast ejendom.
Datterselskabet San Miguel Food and Beverage udgør mad- og drikkevaredivisionen i SMC. Den kendes bl.a. for San Miguel Beer. Olie- og gasselskabet Petron Corporation er også et datterselskab til SMC.